# Karl Holzfäller
Karl Holzfäller (* 5. Februar 1884 in Köslin; † 29. Januar 1945 in Brandenburg-Görden) war ein deutscher Antifaschist, Berliner Stadtverordneter und Gründungsmitglied der KPD, der nach einem Urteil des Volksgerichtshofs im Zuchthaus Brandenburg hingerichtet wurde.

## Leben

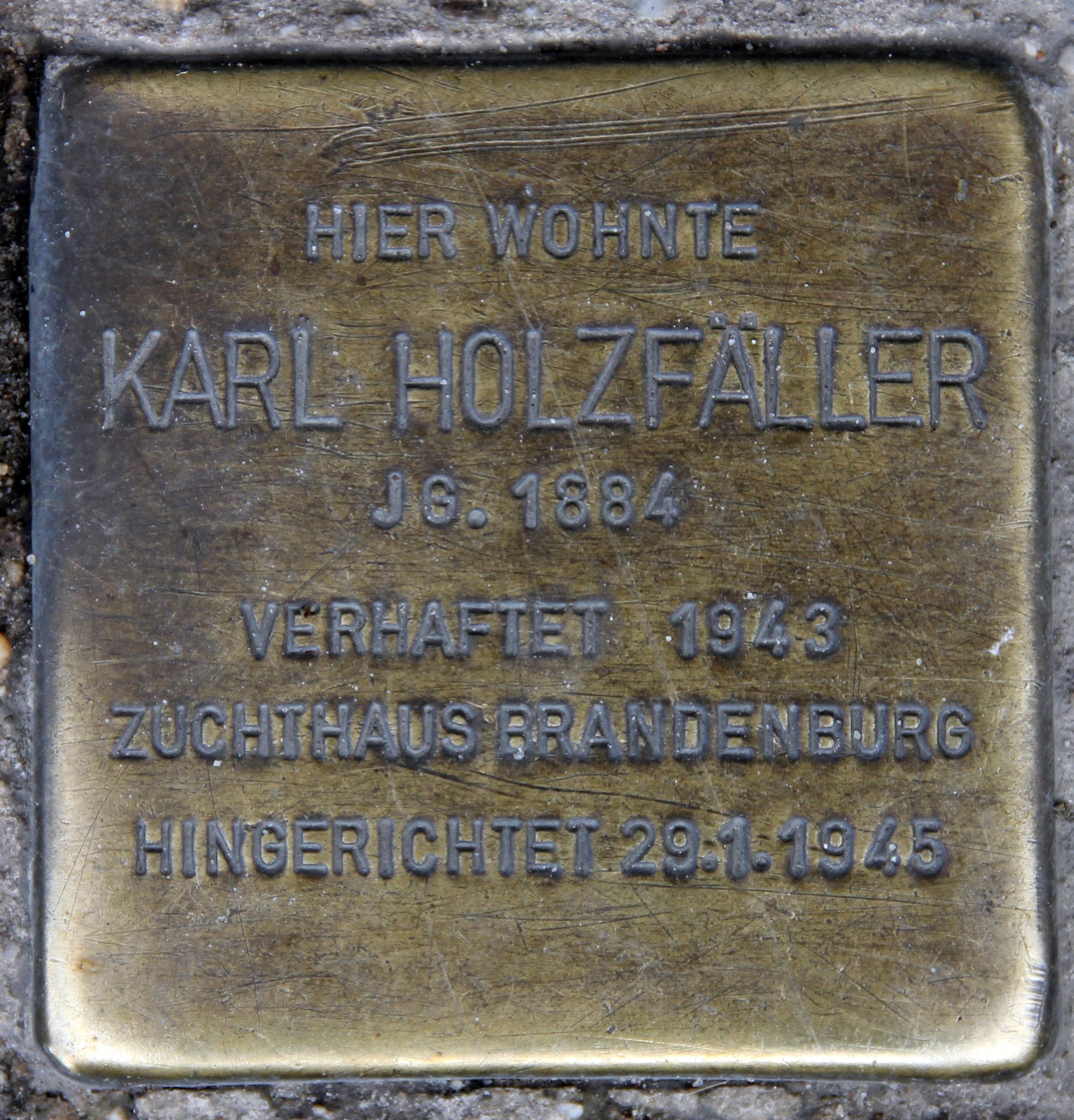
Stolperstein für Karl Holzfäller

Holzfäller war von Beruf Steinmetz, später wurde er Soldat im Ersten Weltkrieg. Gegen Ende des Krieges fand er Anschluss an den Spartakusbund, gehörte einem Arbeiter- und Soldatenrat an und war seit Anfang 1919 in der KPD. Von 1921 bis 1929 war Holzfäller Mitglied der Berliner Stadtverordnetenversammlung, 1931 zog er nach Woltersdorf bei Berlin, arbeitete dort in seinem Beruf und bildete Lehrlinge aus. Mit einem ehemaligen Steinmetz, der als Soldat in der Sowjetunion war, führte er einen Briefwechsel über dortige Zustände und die Schwierigkeiten der deutschen Soldaten im Deutsch-Sowjetischen Krieg. Einer seiner Söhne war bereits in der Sowjetunion gefallen. Als ein Freund dieses Sohnes ihn 1943 besuchte, begrüßte er diesen: „Schämst du dich nicht, hier in Uniform hinzukommen, wo wir doch unseren Sohn verloren haben?“ Er beklagte auch, der Sohn sei gefallen, weil „ein Wahnsinniger sich gegen das wehrt, was kommt“. Um den jungen Mann zu überzeugen, schaltete er den Radiosender Moskau ein und lud weitere Bekannte dazu. Daraufhin wurde Holzfäller denunziert, am 11. November 1943 festgenommen und am 5. Januar 1945 vom „Volksgerichtshof“ in Potsdam wegen „Wehrkraftzersetzung, Feindbegünstigung und Vorbereitung zum Hochverrat“ zum Tode verurteilt. Karl Holzfäller wurde am 29. Januar 1945 im Zuchthaus Brandenburg-Görden durch das Fallbeil hingerichtet.

## Ehrungen
- Die Straße in Woltersdorf (bei Berlin), in der Holzfäller ab 1931 wohnte, wurde nach ihm in Karl-Holzfäller-Straße umbenannt.[1]
- In Berlin-Friedrichshain, Markgrafendamm 35, Holzfällers Wohnort bis 1931 wurde 2008 ein Stolperstein verlegt.[2]